# محمد حامد الأحمري
محمد حامد الأحمري (مواليد 1959) كاتب ومفكر خليجي. حاصل على الماجستير والدكتوراه في التاريخ الحديث والمعاصر لشمال أفريقيا والرئيس السابق للتجمع الإسلامي لأمريكا الشمالية.

## النشأة والتعليم
نشأ وتلقى العلم في مدينة أبها جنوب السعودية حيث درس في المعهد الشرعي بها وفي الثلث الأخير من الثمانينيات ذهب إلى أميركا لمواصلة الدراسة وحصل على شهادة الماجستير ثم التحق بجامعة لندن ليحصل على الدكتوراة وكان بحثه حول الوقف في فترة تاريخية محددة من القرن الثامن عشر في الجزائر. أسس ومجموعة من الدعاة والناشطين في مجال العمل الإسلامي (التجمع الإسلامي في أميركا الشمالية) واختير رئيساً له. وفي عام 2002 رجع إلى السعودية وشغل منصب مستشار النشر والترجمة بمكتبة العبيكان والآن يقيم في قطر. كان لإقامته في الغرب لسنوات عديدة دور هام في الإطلاع على الفكر الغربي عن قرب مما أهله لنقد الثقافة الغربية بناءً على معرفة وإحاطة بمكونات الفكر الغربي.

## الجنسية
موخرًا تنازل عن الجنسية السعودية مقابل الجنسية القطرية. حيث أكد بنفسه ما أُشيع مؤخراً حول حصوله على الجنسية القطرية، وذكر أنه دخل إلى السعودية بالجواز القطري، وأنه قد تخلى عن جنسيته السعودية، مشيراً إلى أن منحه الجنسية القطرية كان نوعاً من التكريم له بوصفه مفكّراً، تتشرف قطر بأن يحمل جنسيتها.

## المؤلفات

### له العديد من المؤلفات والكتب منها
- ملامح المستقبل.
- الحرية والفن عند علي عزت بيجوفتش.
- أيام بين شيكاغو وباريس.
- مذكرات قارئ
- الديموقراطية الجذور وإشكالات التطبيق
- مسؤولية المثقف.
- فتح كابل
- صب الملام على كتاب السنام
- التزلف بالتسلف
- بقايا دروب
- الحكمة فن الحياة
- تجربتي الفكرية
- له ما مجموعه خمسة عشر كتابا منشورة

### شارك في تأليف عدد من الكتب منها
- نهاية التاريخ تحت مجهر الفكر العربي
- العرب وإيران: مراجعة في التاريخ والسياسة
- العلاقات العربية الإيرانية في منطقة الخليج
- مستقبل التعدد المذهبي في منطقة الخليج العربي

وله رسالتان أكاديميتان عن تاريخ شمال إفريقيا، ليبيا، والجزائر.

### الإشراف
- مشرف على موقع العصر الإلكتروني.
- مشرف على موقع طريق الإسلام.

## وصلات خارجية
- محمد الأحمري فيس بوك  على فيسبوك.
- محمد الأحمري تويتر
- جميع مقالات د. محمد الأحمري